# Lista de filmes originais Netflix (2021)
Netflix é um serviço de streaming over-the-top de vídeo sob demanda por assinatura global americano, que distribui uma série de programas originais, incluindo séries originais, especiais, minisséries, documentários e filmes. Os filmes originais Netflix incluem também conteúdo que foi exibido pela primeira vez nós cinemas em outros países ou exibido com exclusividade em outros territórios e é então descrito como conteúdo original da Netflix. 

## Filmes
| Título original                           | Título no Brasil                               | Título em Portugal | Gênero                                  | Estreia            | Duração    | Idioma     |
| ----------------------------------------- | ---------------------------------------------- | ------------------ | --------------------------------------- | ------------------ | ---------- | ---------- |
| What Happened to Mr. Cha?                 | O Perfeito Sr. Cha                             |                    | Comedy                                  | January 1, 2021    | 1 h 42 min | Korean     |
| Pieces of a Woman                         | Pieces of a Woman                              |                    | Drama                                   | January 8, 2021    | 2 h 6 min  | English    |
| Stuck Apart                               | O Dilema de Aziz                               |                    | Drama                                   | January 8, 2021    | 1 h 36 min | Turkish    |
| The Heartbreak Club                       | The Heartbreak Club                            |                    | Comedy drama                            | January 14, 2021   | 1 h 41 min | Indonesian |
| Pai Em Dobro                              | Pai Em Dobro                                   |                    | Comedy drama                            | January 15, 2021   | 1 h 45 min | Portuguese |
| Outside the Wire                          | Zona de Combate                                |                    | Action / science fiction                | January 15, 2021   | 1 h 55 min | English    |
| Tribhanga – Tedhi Medhi Crazy             | Três Corpos, Uma Dança                         |                    | Drama                                   | January 15, 2021   | 1 h 35 min | Hindi      |
| The White Tiger                           | O Tigre Branco                                 |                    | Drama                                   | January 22, 2021   | 2 h 5 min  | English    |
| June & Kopi                               | June & Kopi                                    |                    | Drama                                   | January 28, 2021   | 1 h 30 min | Indonesian |
| Finding ʻOhana                            | Em Busca de ‘Ohana                             |                    | Family                                  | January 29, 2021   | 2 h 3 min  | English    |
| The Dig                                   | A Escavação                                    |                    | Drama                                   | January 29, 2021   | 1 h 52 min | English    |
| Below Zero                                | Abaixo de Zero                                 |                    | Drama                                   | January 29, 2021   | 1 h 46 min | Spanish    |
| The Last Paradiso                         | O Último Paraíso                               |                    | Romantic drama                          | February 5, 2021   | 1 h 47 min | Italian    |
| Malcolm & Marie                           | Malcolm & Marie                                |                    | Romantic drama                          | February 5, 2021   | 1 h 46 min | English    |
| Space Sweepers                            | Nova Ordem Espacial                            |                    | Science fiction                         | February 5, 2021   | 2 h 16 min | Korean     |
| The Misadventures of Hedi and Cokeman     | A Viagem de Hedi e Cokeman                     |                    | Comedy                                  | February 10, 2021  | 1 h 39 min | French     |
| Red Dot                                   | Ponto Vermelho                                 |                    | Thriller                                | February 11, 2021  | 1 h 26 min | Swedish    |
| Squared Love                              | Amor²                                          |                    | Romantic comedy                         | February 11, 2021  | 1 h 42 min | Polish     |
| To All the Boys: Always and Forever       | Para todos os garotos: Agora e sempre          |                    | Romantic comedy                         | February 12, 2021  | 1 h 55 min | English    |
| Geez & Ann                                | Extraordinário Amor                            |                    | Romantic drama                          | February 25, 2021  | 1 h 45 min | Indonesian |
| Crazy About Her                           | Loucura de Amor                                |                    | Romantic comedy                         | February 26, 2021  | 1 h 42 min | Spanish    |
| The Girl on the Train                     | The Girl on the Train                          |                    | Thriller                                | February 26, 2021  | 2 h        | Hindi      |
| Moxie                                     | Moxie: Quando as Garotas Vão à Luta            |                    | Drama                                   | March 3, 2021      | 1 h 51 min | English    |
| Sentinelle                                | A Sentinela                                    |                    | Action                                  | March 5, 2021      | 1 h 20 min | French     |
| Yes Day                                   | Dia do Sim                                     |                    | Comedy                                  | March 12, 2021     | 1 h 29 min | English    |
| Paper Lives                               | Filhos de Istambul                             |                    | Drama                                   | March 12, 2021     | 1 h 37 min | Turkish    |
| Cabras da Peste                           | Cabras da Peste                                |                    | Comedy                                  | March 18, 2021     | 1 h 38 min | Portuguese |
| Caught by a Wave                          | Na Mesma Onda                                  |                    | Romantic teen drama                     | March 25, 2021     | 1 h 39 min | Italian    |
| A Week Away                               | A Semana da Minha Vida                         |                    | Christian musical                       | March 26, 2021     | 1 h 37 min | English    |
| Bad Trip                                  |                                                |                    | Hidden-camera prank comedy              | March 26, 2021     | 1 h 26 min | English    |
| Pagglait                                  | Garota Estranha                                |                    | Comedy drama                            | March 26, 2021     | 1 h 54 min | Hindi      |
| Tersanjung the Movie                      | Encontrando o Amor                             |                    | Drama                                   | April 1, 2021      | 1 h 54 min | Indonesian |
| Concrete Cowboy                           | Alma de Cowboy                                 |                    | Drama                                   | April 2, 2021      | 1 h 51 min | English    |
| Just Say Yes                              | Apenas Diga Sim                                |                    | Romantic comedy                         | April 2, 2021      | 1 h 37 min | Dutch      |
| Madame Claude                             | Os Segredos de Madame Claude                   |                    | Drama                                   | April 2, 2021      | 1 h 52 min | French     |
| Have You Ever Seen Fireflies?             | Você Já Viu Vagalumes                          |                    | Comedy                                  | April 9, 2021      | 1 h 54 min | Turkish    |
| Night in Paradise                         | Noite no Paraíso                               |                    | Drama                                   | April 9, 2021      | 2 h 12 min | Korean     |
| Thunder Force                             | Esquadrão Trovão                               |                    | Superhero comedy                        | April 9, 2021      | 1 h 47 min | English    |
| Prime Time                                | Interrompemos a Programação                    |                    | Thriller                                | April 14, 2021     | 1 h 32 min | Polish     |
| Ride or Die                               | Tudo Por Ela                                   |                    | Psychological thriller drama            | April 15, 2021     | 2 h 22 min | Japanese   |
| Ajeeb Daastaans                           | Histórias incomuns                             |                    | Drama                                   | April 16, 2021     | 2 h 22 min | Hindi      |
| Arlo the Alligator Boy                    | Arlo, O Menino Jacaré                          |                    | Animated musical comedy                 | April 16, 2021     | 1 h 32 min | English    |
| Os Salafrários                            | Os Salafrários                                 |                    | Comedy                                  | April 28, 2021     | 1 h 35 min | Portuguese |
| Things Heard & Seen                       | Vozes e Vultos                                 |                    | Horror                                  | April 29, 2021     | 2 h 1 min  | English    |
| The Disciple                              | O Discípulo                                    |                    | Drama                                   | April 30, 2021     | 2 h 8 min  | Marathi    |
| Milestone                                 | 500 Mil Quilômetros                            |                    | Drama                                   | May 7, 2021        | 1 h 37 min | Hindi      |
| Monster                                   | Monstro                                        |                    | Drama                                   | May 7, 2021        | 1 h 39 min | English    |
| Oxygen                                    | Oxigênio                                       |                    | Science fiction thriller                | May 12, 2021       | 1 h 41 min | French     |
| Ferry                                     | Ferry                                          |                    | Crime drama                             | May 14, 2021       | 1 h 47 min | Dutch      |
| I Am All Girls                            | Eu Sou Todas as Meninas                        |                    | Thriller                                | May 14, 2021       | 1 h 47 min | English    |
| The Woman in the Window                   | A Mulher na Janela                             |                    | Psychological thriller                  | May 14, 2021       | 1 h 41 min | English    |
| Sardar Ka Grandson                        | O Último Desejo de Sardar                      |                    | Comedy                                  | May 18, 2021       | 2 h 19 min | Hindi      |
| Army of the Dead                          | Army of the Dead: Invasão em Las Vegas         |                    | Zombie/heist                            | May 21, 2021       | 2 h 28 min | English    |
| Baggio: The Divine Ponytail               | O Divino Baggio                                |                    | Biopic                                  | May 26, 2021       | 1 h 32 min | Italian    |
| Ghost Lab                                 | Ghost Lab                                      |                    | Horror                                  | May 26, 2021       | 1 h 57 min | Thai       |
| Blue Miracle                              | Milagre Azul                                   |                    | Drama                                   | May 27, 2021       | 1 h 36 min | English    |
| Carnaval                                  | Carnaval                                       |                    | Comedy                                  | June 2, 2021       | 1 h 35 min | Portuguese |
| Dancing Queens                            | Queens                                         |                    | Drama                                   | June 3, 2021       | 1 h 51 min | Swedish    |
| Sweet & Sour                              | Sweet & Sour                                   |                    | Romantic drama                          | June 4, 2021       | 1 h 42 min | Korean     |
| Trippin' with the Kandasamys              | Kandasamys: A Viagem                           |                    | Comedy                                  | June 4, 2021       | 1 h 33 min | English    |
| Xtreme                                    | Xtremo                                         |                    | Action                                  | June 4, 2021       | 1 h 52 min | Spanish    |
| Awake                                     | Awake                                          |                    | Science fiction thriller                | June 9, 2021       | 1 h 37 min | English    |
| Tragic Jungle                             | Selva Trágica                                  |                    | Drama                                   | June 9, 2021       | 1 h 36 min | Spanish    |
| Skater Girl                               | Uma Skatista Radical                           |                    | Coming-of-age sports drama              | June 11, 2021      | 1 h 49 min | Hindi      |
| Ali & Ratu Ratu Queens                    | Ali no Queens                                  |                    | Comedy drama                            | June 17, 2021      | 1 h 40 min | Indonesian |
| Jagame Thandhiram                         | O Gângster Nômade                              |                    | Action thriller                         | June 18, 2021      | 2 h 38 min | Tamil      |
| Good on Paper                             | À Segunda Vista                                |                    | Comedy                                  | June 23, 2021      | 1 h 34 min | English    |
| America: The Motion Picture               | America: The Motion Picture                    |                    | Animation / comedy / historical fiction | June 30, 2021      | 1 h 38 min | English    |
| Fear Street Part 1: 1994                  | Rua do Medo: 1994 - Parte 1                    |                    | Teen horror / slasher                   | July 2, 2021       | 1 h 47 min | English    |
| The 8th Night                             | A Oitava Noite                                 |                    | Thriller film                           | July 2, 2021       | 1 h 55 min | Korean     |
| Haseen Dillruba                           | Beleza Avassaladora                            |                    | Romantic thriller                       | July 2, 2021       | 2 h 15 min | Hindi      |
| Fear Street Part 2: 1978                  | Rua do Medo: 1978 - Parte 2                    |                    | Teen horror / slasher                   | July 9, 2021       | 1 h 50 min | English    |
| Last Summer                               | Memórias de Verão                              |                    | Romantic drama                          | July 9, 2021       | 1 h 41 min | Turkish    |
| A Classic Horror Story                    | Um Clássico Filme de Terror                    |                    | Horror                                  | July 14, 2021      | 1 h 35 min | Italian    |
| A Perfect Fit                             | Encaixe Perfeito                               |                    | Romantic comedy / drama                 | July 15, 2021      | 1 h 52 min | Indonesian |
| My Amanda                                 | Minha Amiga Amanda                             |                    | Romance                                 | July 15, 2021      | 1 h 29 min | Filipino   |
| Deep                                      | Deep                                           |                    | Science fiction                         | July 16, 2021      | 1 h 41 min | Thai       |
| Fear Street Part 3: 1666                  | Rua do Medo: 1666 - Parte 3                    |                    | Supernatural horror                     | July 16, 2021      | 1 h 54 min | English    |
| Trollhunters: Rise of the Titans          | Caçadores de Trolls: A ascensão dos titãs      |                    | Animated fantasy                        | July 21, 2021      | 1 h 46 min | English    |
| Blood Red Sky                             | Céu Vermelho -Sangue                           |                    | Thriller                                | July 23, 2021      | 2 h 3 min  | German     |
| Bankrolled                                | APPortados                                     |                    | Comedy                                  | July 23, 2021      | 1 h 37 min | Spanish    |
| Bartkowiak                                | Bartkowiak                                     |                    | Action                                  | July 28, 2021      | 1 h 31 min | Polish     |
| Resort to Love                            | Fugindo do Amor                                |                    | Romantic comedy                         | July 29, 2021      | 1 h 41 min | English    |
| The Last Mercenary                        | O Último Mercenário                            |                    | Action comedy                           | July 30, 2021      | 1 h 52 min | French     |
| The Kissing Booth 3                       | A Barraca do Beijo 3                           |                    | Comedy drama                            | August 11, 2021    | 1 h 53 min | English    |
| Beckett                                   | Beckett                                        |                    | Action thriller                         | August 13, 2021    | 1 h 50 min | English    |
| Black Island                              | Ilha de Segredos                               |                    | Thriller                                | August 18, 2021    | 1 h 44 min | German     |
| Diários de Intercâmbio                    | Diários de Intercâmbio                         |                    | Romantic comedy                         | August 18, 2021    | 1 h 36 min | Portuguese |
| Sweet Girl                                | Justiça em Família                             |                    | Action                                  | August 20, 2021    | 1 h 50 min | English    |
| The Loud House Movie                      | The Loud House: O Filme                        |                    | Animation/comedy                        | August 20, 2021    | 1 h 27 min | English    |
| The Witcher: Nightmare of the Wolf        | The Witcher: A Lenda do Lobo                   |                    | Animated dark fantasy                   | August 23, 2021    | 1 h 23 min | English    |
| He's All That                             | Ele é Demais                                   |                    | Teen romantic comedy                    | August 27, 2021    | 1 h 31 min | English    |
| Afterlife of the Party                    | Esticando a Festa                              |                    | Comedy                                  | September 2, 2021  | 1 h 49 min | English    |
| JJ+E                                      | JJ+E                                           |                    | Romance                                 | September 8, 2021  | 1 h 31 min | Swedish    |
| Kate                                      | Kate                                           |                    | Action thriller                         | September 10, 2021 | 1 h 46 min | English    |
| Prey                                      | Caça Invisível                                 |                    | Thriller                                | September 10, 2021 | 1 h 27 min | German     |
| Nightbooks                                | Noitários de Arrepiar                          |                    | Fantasy/horror                          | September 15, 2021 | 1 h 40 min | English    |
| Ankahi Kahaniya                           | Três Histórias de Amor                         |                    | Anthology film                          | September 17, 2021 | 1 h 50 min | Hindi      |
| Confissões de uma Garota Excluída         | Confissões de uma Garota Excluída              |                    | Drama                                   | September 22, 2021 | 1 h 31 min | Portuguese |
| Intrusion                                 | Intrusion                                      |                    | Thriller                                | September 22, 2021 | 1 h 33 min | English    |
| The Starling                              | Um Ninho para Dois                             |                    | Comedy drama                            | September 24, 2021 | 1 h 44 min | English    |
| Friendzone                                | O Melhor Amigo                                 |                    | Romantic comedy                         | September 29, 2021 | 1 h 28 min | French     |
| No One Gets Out Alive                     | Ninguém Sai Vivo                               |                    | Horror                                  | September 29, 2021 | 1 h 25 min | English    |
| Sounds Like Love                          | Fomos Canções                                  |                    | Romantic comedy                         | September 29, 2021 | 1 h 50 min | Spanish    |
| Diana: The Musical                        | Diana: O Músical                               |                    | Musical                                 | October 1, 2021    | 1 h 57 min | English    |
| Forever Rich                              |                                                |                    | Thriller                                | October 1, 2021    | 1 h 30 min | Dutch      |
| Swallow                                   | Difícil de Engolir                             |                    | Drama                                   | October 1, 2021    | 2 h 8 min  | English    |
| The Guilty                                | O Culpado                                      |                    | Thriller                                | October 1, 2021    | 1 h 31 min | English    |
| There's Someone Inside Your House         | Tem Alguém na sua Casa                         |                    | Slasher                                 | October 6, 2021    | 1 h 36 min | English    |
| Grudge                                    | Daño Colateral                                 |                    | Thriller                                | October 8, 2021    | 1 h 46 min | Turkish    |
| My Brother, My Sister                     | Meu Irmão, Minha Irmã                          |                    | Drama                                   | October 8, 2021    | 1 h 50 min | Italian    |
| Bright: Samurai Soul                      | Bright: Alma de Samurai                        |                    | Anime/fantasy                           | October 12, 2021   | 1 h 20 min | Japanese   |
| Fever Dream                               | O Fio Invisível                                |                    | Drama                                   | October 13, 2021   | 1 h 33 min | Spanish    |
| Operation Hyacinth                        | Entre Frestas                                  |                    | Drama                                   | October 13, 2021   | 1 h 52 min | Polish     |
| A World Without                           | É Proibido Amar                                |                    | Science fiction / teen drama            | October 14, 2021   | 1 h 47 min | Indonesian |
| The Four of Us                            | No Jogar do Amor                               |                    | Comedy                                  | October 15, 2021   | 1 h 28 min | German     |
| Night Teeth                               | As Passageiras                                 |                    | Thriller                                | October 20, 2021   | 1 h 48 min | English    |
| Stuck Together                            | Mais que Amigos: Vizinhos                      |                    | Comedy                                  | October 20, 2021   | 2 h 6 min  | French     |
| Little Big Mouth                          | Pequeno Linguarudo                             |                    | Romantic comedy                         | October 22, 2021   | 1 h 34 min | English    |
| Hypnotic                                  | Hypnotic                                       |                    | Thriller                                | October 27, 2021   | 1 h 29 min | English    |
| Nobody Sleeps in the Woods Tonight Part 2 | Sem Conexão 2                                  |                    | Horror                                  | October 27, 2021   | 1 h 37 min | Polish     |
| Army of Thieves                           | Exército de Ladrões: Invasão da Europa         |                    | Romantic comedy / heist                 | October 29, 2021   | 2 h 9 min  | English    |
| The Harder They Fall                      | Vingança e Castigo                             |                    | Western                                 | November 3, 2021   | 2 h 19 min | English    |
| Love Hard                                 | Um Match Surpresa                              |                    | Romantic comedy                         | November 5, 2021   | 1 h 46 min | English    |
| Meenakshi Sundareshwar                    | Separadamente Casados                          |                    | Romantic comedy                         | November 5, 2021   | 2 h 21 min | Hindi      |
| We Couldn't Become Adults                 | Não Devíamos Ter Crescido                      |                    | Drama                                   | November 5, 2021   | 2 h 4 min  | Japanese   |
| Yara                                      | Yara                                           |                    | Drama                                   | November 5, 2021   | 1 h 36 min | Italian    |
| Father Christmas Is Back                  | O Bom Velhinho Voltou                          |                    | Comedy                                  | November 7, 2021   | 1 h 45 min | English    |
| Happiness Ever After                      | Para Sempre Felicidade                         |                    | Romantic drama                          | November 10, 2021  | 1 h 39 min | English    |
| Passing                                   | Identidade                                     |                    | Drama                                   | November 10, 2021  | 1 h 39 min | English    |
| 7 Prisioneiros                            | 7 Prisioneiros                                 |                    | Drama                                   | November 11, 2021  | 1 h 34 min | Portuguese |
| Red Notice                                | Alerta Vermelho                                |                    | Action comedy                           | November 12, 2021  | 1 h 57 min | English    |
| Amor Sem Medida                           | Amor Sem Medida                                |                    | Romantic comedy                         | November 18, 2021  | 1 h 34 min | Portuguese |
| The Princess Switch 3: Romancing the Star | A Princesa e a Plebeia 3: As Vilãs Também Amam |                    | Romantic comedy                         | November 18, 2021  | 1 h 46 min | English    |
| Dhamaka                                   | Chamada Explosiva                              |                    | Action thriller                         | November 19, 2021  | 1 h 44 min | Hindi      |
| Love Me Instead                           | Ama-me                                         |                    | Drama                                   | November 19, 2021  | 2 h 4 min  | Turkish    |
| Tick, Tick... Boom!                       | Tick, Tick... Boom!                            |                    | Musical                                 | November 19, 2021  | 1 h 55 min | English    |
| Bruised                                   | Ferida                                         |                    | Drama                                   | November 24, 2021  | 2 h 12 min | English    |
| A Castle for Christmas                    | Um Castelo para o Natal                        |                    | Romantic comedy                         | November 26, 2021  | 1 h 39 min | English    |
| The Power of the Dog                      | Ataque dos Cães                                |                    | Drama                                   | December 1, 2021   | 2 h 8 min  | English    |
| Single All the Way                        | Um Crush para o Natal                          |                    | Holiday romantic comedy                 | December 2, 2021   | 1 h 41 min | English    |
| The Whole Truth                           | Segredos nas Paredes                           |                    | Horror                                  | December 2, 2021   | 2 h 5 min  | Thai       |
| Mixtape                                   | A Fita Cassete                                 |                    | Coming-of-age comedy-drama              | December 3, 2021   | 1 h 37 min | English    |
| David and the Elves                       | David e os Duendes de Natal                    |                    | Fantasy                                 | December 6, 2021   | 1 h 46 min | Polish     |
| The Claus Family 2                        | A Família Noel 2                               |                    | Fantasy                                 | December 7, 2021   | 1 h 37 min | Dutch      |
| Asakusa Kid                               | O Menino de Asakusa                            |                    | Drama                                   | December 9, 2021   | 2 h 3 min  | Japanese   |
| Anonymously Yours                         | Com Amor, Anônima                              |                    | Romantic comedy                         | December 10, 2021  | 1 h 41 min | Spanish    |
| Back to the Outback                       | Próxima Parada: Lar Doce Lar                   |                    | Animation                               | December 10, 2021  | 1 h 35 min | English    |
| The Unforgivable                          | Imperdoável                                    |                    | Drama                                   | December 10, 2021  | 1 h 54 min | English    |
| The Hand of God                           | The Hand of God - A Mão de Deus                |                    | Drama                                   | December 15, 2021  | 2 h 10 min | Italian    |
| A California Christmas: City Lights       | Um Brinde ao Natal: Luzes da Cidade            |                    | Romantic comedy                         | December 16, 2021  | 1 h 30 min | English    |
| A Naija Christmas                         | Uma Esposa de Natal                            |                    | Romantic comedy                         | December 16, 2021  | 2 h 1 min  | English    |
| Grumpy Christmas                          | Una Navidad no tan padre                       |                    | Comedy                                  | December 21, 2021  | 1 h 27 min | Spanish    |
| 1000 Miles from Christmas                 | Tudo Menos Natal                               |                    | Christmas film                          | December 24, 2021  | 1 h 42 min | Spanish    |
| Don't Look Up                             | Não Olhe para Cima                             |                    | Science fiction comedy                  | December 24, 2021  | 2 h 18 min | English    |
| Minnal Murali                             | Super Murali                                   |                    | Superhero                               | December 24, 2021  | 2 h 39 min | Malayalam  |
| Lulli                                     | Lulli                                          |                    | Comedy                                  | December 26, 2021  | 1 h 30 min | Portuguese |
| Hilda and the Mountain King               | Hilda e o Rei da Montanha                      |                    | Animation/fantasy                       | December 30, 2021  | 1 h 24 min | English    |

## Documentários
| Title                                                   | Premiere           | Runtime    | Language   |
| ------------------------------------------------------- | ------------------ | ---------- | ---------- |
| The Minimalists: Less Is Now                            | January 1, 2021    | 53 min     | English    |
| Tony Parker: The Final Shot                             | January 6, 2021    | 1 h 38 min | French     |
| Crack: Cocaine, Corruption & Conspiracy                 | January 11, 2021   | 1 h 29 min | English    |
| What Would Sophia Loren Do?                             | January 15, 2021   | 32 min     | English    |
| Strip Down, Rise Up                                     | February 5, 2021   | 1 h 52 min | English    |
| Pelé                                                    | February 23, 2021  | 1 h 48 min | Portuguese |
| Biggie: I Got a Story to Tell                           | March 1, 2021      | 1 h 37 min | English    |
| Operation Varsity Blues: The College Admissions Scandal | March 17, 2021     | 1 h 39 min | English    |
| Seaspiracy                                              | March 24, 2021     | 1 h 29 min | English    |
| Dolly Parton: A MusiCares Tribute                       | April 7, 2021      | 55 min     | English    |
| Why Did You Kill Me?                                    | April 14, 2021     | 1 h 23 min | English    |
| Chadwick Boseman: Portrait of an Artist                 | April 17, 2021     | 21 min     | English    |
| Searching for Sheela                                    | April 22, 2021     | 58 min     | English    |
| Nail Bomber: Manhunt                                    | May 26, 2021       | 1 h 12 min | English    |
| Breaking Boundaries: The Science of Our Planet          | June 4, 2021       | 1 h 13 min | English    |
| Kitty Love: An Homage to Cats                           | June 5, 2021       | 1 h        | Dutch      |
| Murder by the Coast                                     | June 23, 2021      | 1 h 28 min | Spanish    |
| Sisters on Track                                        | June 24, 2021      | 1 h 36 min | English    |
| Audible                                                 | July 1, 2021       | 38 min     | English    |
| Private Network: Who Killed Manuel Buendia?             | July 14, 2021      | 1 h 40 min | Spanish    |
| Pray Away                                               | August 3, 2021     | 1 h 41 min | English    |
| Shiny_Flakes: The Teenage Drug Lord                     | August 3, 2021     | 1 h 36 min | German     |
| Untold: Malice at the Palace                            | August 10, 2021    | 1 h 9 min  | English    |
| Untold: Deal with the Devil                             | August 17, 2021    | 1 h 17 min | English    |
| Memories of a Murderer: The Nilsen Tapes                | August 18, 2021    | 1 h 25 min | English    |
| Untold: Caitlyn Jenner                                  | August 24, 2021    | 1 h 9 min  | English    |
| Bob Ross: Happy Accidents, Betrayal & Greed             | August 25, 2021    | 1 h 33 min | English    |
| Untold: Crimes & Penalties                              | August 31, 2021    | 1 h 26 min | English    |
| Untold: Breaking Point                                  | September 7, 2021  | 1 h 19 min | English    |
| Blood Brothers: Malcolm X & Muhammad Ali                | September 9, 2021  | 1 h 36 min | English    |
| The Women and the Murderer                              | September 9, 2021  | 1 h 32 min | French     |
| Schumacher                                              | September 15, 2021 | 1 h 52 min | English    |
| My Heroes Were Cowboys                                  | September 16, 2021 | 23 min     | English    |
| Britney vs Spears                                       | September 28, 2021 | 1 h 33 min | English    |
| Convergence: Courage in a Crisis                        | October 12, 2021   | 1 h 53 min | English    |
| Making Malinche: A Documentary by Nacho Cano            | October 12, 2021   | 1 h 29 min | Spanish    |
| Found                                                   | October 20, 2021   | 1 h 38 min | English    |
| Flip a Coin – One OK Rock Documentary                   | October 21, 2021   | 1 h 45 min | Japanese   |
| Lords of Scam                                           | November 3, 2021   | 1 h 45 min | French     |
| A Cop Movie                                             | November 5, 2021   | 1 h 47 min | Spanish    |
| Procession                                              | November 19, 2021  | 1 h 58 min | English    |
| Angèle                                                  | November 26, 2021  | 1 h 24 min | French     |
| 14 Peaks: Nothing Is Impossible                         | November 29, 2021  | 1 h 41 min | English    |
| Lead Me Home                                            | November 30, 2021  | 40 min     | English    |
| 137 Shots                                               | December 15, 2021  | 1 h 45 min | English    |
| Puff: Wonders of the Reef                               | December 16, 2021  | 1 h 2 min  | English    |

## Especiais
| Title                                                | Genre                 | Premiere           | Runtime    | Language   |
| ---------------------------------------------------- | --------------------- | ------------------ | ---------- | ---------- |
| To All the Boys: Always and Forever – The Afterparty | Aftershow             | February 13, 2021  | 36 min     | English    |
| Creating an Army of the Dead                         | Making-of             | May 22, 2021       | 28 min     | English    |
| Emicida: AmarElo – Live in São Paulo                 | Concert               | July 15, 2021      | 1 h 39 min | Portuguese |
| Monster Hunter: Legends of the Guild                 | CG animated fantasy   | August 12, 2021    | 58 min     | English    |
| Attack of The Hollywood Clichés!                     | Comedy                | September 28, 2021 | 58 min     | English    |
| Escape the Undertaker                                | Interactive horror    | October 5, 2021    | 31 min     | English    |
| Sex: Unzipped                                        | Comedy                | October 26, 2021   | 59 min     | English    |
| Robin Robin                                          | Stop motion / musical | November 24, 2021  | 32 min     | English    |
| Death to 2021                                        | Comedy                | December 27, 2021  | 1 h        | English    |